# Samantha Murray (Moderne Fünfkämpferin)
Samantha Murray (* 25. September 1989 in Preston) ist eine britische Pentathletin.

## Karriere
Samantha Murray nahm erstmals 2012 in London an Olympischen Spielen teil. Sie erreichte hinter Laura Asadauskaitė den zweiten Platz und gewann damit die Silbermedaille. 2016 beendete sie den olympischen Wettkampf in Rio de Janeiro auf dem achten Rang.
Bei Weltmeisterschaften gelang ihr bislang dreimal der Titelgewinn. 2012 und 2013 jeweils mit der Mannschaft, sowie 2014 im Einzel. Hinzu kommen zweite Plätze 2010 und 2014 mit der Mannschaft und 2016 mit der Staffel. 2012 wurde sie im Einzel Dritte. Murray wurde 2013 bei den Europameisterschaften jeweils mit der Mannschaft und der gemischten Staffel Europameisterin.
2012 graduierte sie an der University of Bath in den Fächern Französisch und Politik.